# Ондржей Ванек
Ондржей Ванек (чеськ. Ondřej Vaněk, нар. 25 липня 1990, Брно) — чеський футболіст, півзахисник клубу «Вікторія» (Пльзень) і національної збірної Чехії.

## Клубна кар'єра
Народився 25 липня 1990 року в місті Брно. Вихованець юнацьких команд футбольних клубів «Збройовка»  та «Славія».
У дорослому футболі дебютував 2009 року виступами за команду клубу «Славія», за яку провів два матчі чемпіонату. Частину 2010 року провів в оренді у нижчоліговому «Глучині».
2010 року уклав контракт з клубом «Яблонець», у складі якого провів наступні три з половиною роки своєї кар'єри гравця. Першу половину 2014 року відіграв у Туреччині, де захищав кольори  «Кайсеріспора».
Влітку 2014 повернувся на батьківщину, ставши гравцем «Вікторії» (Пльзень).

## Виступи за збірні
Протягом 2011–2012 років залучався до складу молодіжної збірної Чехії. На молодіжному рівні зіграв у 4 офіційних матчах, забив 1 гол.
2013 року дебютував в офіційних матчах у складі національної збірної Чехії. Наразі провів у формі головної команди країни 8 матчів.

## Титули і досягнення
- Чемпіон Чехії (2):

«Вікторія» (Пльзень): 2014-15, 2015-16
- Володар Кубка Чехії (1):

«Яблонець»: 2012-13
- Володар Суперкубка Чехії (2):

«Яблонець»: 2013
«Вікторія» (Пльзень): 2015